# Bundestagswahlkreis Straubing
Der Wahlkreis Straubing (Wahlkreis 230; bis zur Bundestagswahl 2021 Wahlkreis 231) ist seit 1949 ein Bundestagswahlkreis in Bayern. Er umfasst die Stadt Straubing sowie die Landkreise Regen und Straubing-Bogen.

## Wahlergebnisse

### Bundestagswahl 2025
Zur Bundestagswahl 2025 am 23. Februar wurden 9 Direktkandidaten und 17 Landeslisten zugelassen.
| Kandidaten                               | Kandidaten                | Parteien/Listen     | Erststimmen | Erststimmen | Zweitstimmen | Zweitstimmen |
| Kandidaten                               | Kandidaten                | Parteien/Listen     | Stimmen     | %           | Stimmen      | %            |
| ---------------------------------------- | ------------------------- | ------------------- | ----------- | ----------- | ------------ | ------------ |
|                                          | Alois Rainergewählt im WK | CSU                 | 65.291      | 46,3        | 55.427       | 39,3         |
|                                          | Marvin Kliem              | SPD                 | 11.133      | 7,9         | 11.321       | 8,0          |
|                                          | Feride Niedermeier        | GRÜNE               | 7.241       | 5,1         | 7.466        | 5,3          |
|                                          | Klaus Herpel              | FDP                 | 2.715       | 1,9         | 4.279        | 3,0          |
|                                          | Yannic Liebl              | AfD                 | 36.671      | 26,0        | 39.113       | 27,7         |
|                                          | Helmut Muhr               | FREIE WÄHLER        | 11.139      | 7,9         | 11.127       | 7,9          |
|                                          | Johannes Spielbauer       | Die Linke           | 4.394       | 3,1         | 4.934        | 3,5          |
|                                          | –                         | dieBasis            | –           | –           | 314          | 0,2          |
|                                          | –                         | Tierschutzpartei    | –           | –           | 883          | 0,6          |
|                                          | –                         | Die PARTEI          | –           | –           | 368          | 0,3          |
|                                          | Michael Hirtreiter        | ÖDP                 | 1.877       | 1,3         | 896          | 0,6          |
|                                          | –                         | BP                  | –           | –           | 297          | 0,2          |
|                                          | –                         | Volt                | –           | –           | 355          | 0,3          |
|                                          | –                         | PdH                 | –           | –           | 53           | 0,0          |
|                                          | –                         | MLPD                | –           | –           | 17           | 0,0          |
|                                          | Eva Born                  | BÜNDNIS DEUTSCHLAND | 482         | 0,3         | 144          | 0,1          |
|                                          | –                         | BSW                 | –           | –           | 4.124        | 2,9          |
| Gesamt                                   | Gesamt                    | Gesamt              | 140.943     | 100         | 141.118      | 100          |
|                                          |                           |                     |             |             |              |              |
| Ungültige Stimmen                        | Ungültige Stimmen         | Ungültige Stimmen   | 629         | 0,4         | 454          | 0,3          |
| Wähler                                   | Wähler                    | Wähler              | 141.572     | 82,0        | 141.572      | 82,0         |
| Wahlberechtigte                          | Wahlberechtigte           | Wahlberechtigte     | 172.562     |             | 172.562      |              |
|                                          |                           |                     |             |             |              |              |
| Quellen: Die Bundeswahlleiterin, Stimmen |                           |                     |             |             |              |              |

Kursive Direktkandidaten kandidieren nicht für die Landesliste, kursive Parteien treten ohne Landesliste an.

### Bundestagswahl 2021
Zur Bundestagswahl 2021 am 26. September wurden 13 Direktkandidaten und 26 Landeslisten zugelassen.
| Kandidaten                               | Kandidaten                  | Parteien/Listen      | Erststimmen | Erststimmen | Zweitstimmen | Zweitstimmen |
| Kandidaten                               | Kandidaten                  | Parteien/Listen      | Stimmen     | %           | Stimmen      | %            |
| ---------------------------------------- | --------------------------- | -------------------- | ----------- | ----------- | ------------ | ------------ |
|                                          | Alois Rainergewählt im WK   | CSU                  | 58.487      | 44,3        | 46.742       | 35,3         |
|                                          | Dennis Thomas Schötz        | SPD                  | 16.312      | 12,4        | 19.938       | 15,1         |
|                                          | Corinna Miazga              | AfD                  | 16.794      | 12,7        | 17.402       | 13,2         |
|                                          | Klaus Eugen Herpel          | FDP                  | 6.895       | 5,2         | 11.603       | 8,8          |
|                                          | Erhard Grundl               | GRÜNE                | 8.613       | 6,5         | 8.964        | 6,8          |
|                                          | Maximilian Spielbauer       | DIE LINKE            | 1.936       | 1,5         | 2.468        | 1,9          |
|                                          | Helmut Michael Muhr         | FREIE WÄHLER         | 15.115      | 11,4        | 17.869       | 13,5         |
|                                          | Michael Ludwig Hirtreiter   | ÖDP                  | 2.467       | 1,9         | 1.271        | 1,0          |
|                                          | -                           | Tierschutzpartei     | –           | –           | 1.214        | 0,9          |
|                                          | Thomas Josef Schmid         | BP                   | 1.294       | 1,0         | 958          | 0,7          |
|                                          | Marco Michael Schimpfhauser | Die PARTEI           | 1.506       | 1,1         | 892          | 0,7          |
|                                          | -                           | PIRATEN              | –           | –           | 250          | 0,2          |
|                                          | –                           | NPD                  | –           | –           | 160          | 0,1          |
|                                          | –                           | V-Partei³            | –           | –           | 111          | 0,1          |
|                                          | –                           | Gesundheitsforschung | –           | –           | 104          | 0,1          |
|                                          | -                           | MLPD                 | –           | –           | 6            | 0,0          |
|                                          | –                           | DKP                  | –           | –           | 15           | 0,0          |
|                                          | Tobias Markus Huf           | dieBasis             | 1.503       | 1,1         | 1.397        | 1,1          |
|                                          | –                           | Bündnis C            | –           | –           | 41           | 0,0          |
|                                          | –                           | III. Weg             | –           | –           | 97           | 0,1          |
|                                          | -                           | du.                  | –           | –           | 36           | 0,0          |
|                                          | -                           | LKR                  | –           | –           | 25           | 0,0          |
|                                          | -                           | Die Humanisten       | –           | –           | 70           | 0,1          |
|                                          | Johann Otto Janik           | Team Todenhöfer      | 570         | 0,4         | 275          | 0,2          |
|                                          | -                           | UNABHÄNGIGE          | –           | –           | 212          | 0,2          |
|                                          | –                           | Volt                 | –           | –           | 123          | 0,1          |
|                                          | Thomas Knott                | Einzelbewerber a     | 586         | 0,4         | –            | –            |
| Gesamt                                   | Gesamt                      | Gesamt               | 132.078     | 100         | 132.243      | 100          |
|                                          |                             |                      |             |             |              |              |
| Ungültige Stimmen                        | Ungültige Stimmen           | Ungültige Stimmen    | 877         | 0,7         | 712          | 0,5          |
| Wähler                                   | Wähler                      | Wähler               | 132.955     | 76,5        | 132.955      | 76,5         |
| Wahlberechtigte                          | Wahlberechtigte             | Wahlberechtigte      | 173.772     |             | 173.772      |              |
|                                          |                             |                      |             |             |              |              |
| Quellen: Die Bundeswahlleiterin, Stimmen |                             |                      |             |             |              |              |

Kursive Direktkandidaten kandidieren nicht für die Landesliste, kursive Parteien sind nicht Teil der Landesliste.

### Bundestagswahl 2017
Zur Bundestagswahl 2017 am 24. September wurden 9 Direktkandidaten und 21 Landeslisten zugelassen.
| Direktkandidat         | Partei               | Erststimmen in % | Zweitstimmen in % |
| ---------------------- | -------------------- | ---------------- | ----------------- |
| Alois Rainer           | CSU                  | 47,6             | 41,9              |
| Johanna Ueckermann     | SPD                  | 16,8             | 13,7              |
| Erhard Grundl          | GRÜNE                | 03,6             | 04,6              |
| Mathias Baur           | FDP                  | 04,4             | 08,0              |
| Manfred Kleinschwärzer | AfD                  | 15,0             | 18,4              |
| Karl Ringlstetter      | LINKE                | 03,7             | 04,4              |
| Tobias Beck            | FREIE WÄHLER         | 04,6             | 04,2              |
| –                      | PIRATEN              | 0–               | 00,2              |
| Michael Klaus Röder    | ÖDP                  | 02,1             | 01,3              |
| Manuel Schindlbeck     | BP                   | 02,1             | 01,3              |
| –                      | NPD                  | 0–               | 00,5              |
| –                      | Tierschutzpartei     | 0–               | 00,7              |
| –                      | MLPD                 | 0–               | 00,0              |
| –                      | Büso                 | 0–               | 00,0              |
| –                      | BGE                  | 0–               | 00,1              |
| –                      | DiB                  | 0–               | 00,1              |
| –                      | DKP                  | 0–               | 00,0              |
| –                      | DM                   | 0–               | 00,1              |
| –                      | Die PARTEI           | 0–               | 00,3              |
| –                      | Gesundheitsforschung | 0–               | 00,1              |
| –                      | V-Partei³            | 0–               | 00,1              |

### Bundestagswahl 2013
Zur Bundestagswahl 2013 nahmen im Wahlkreis 231 Straubing 111.537 Wähler teil, was einer Wahlbeteiligung von 64,19 % entspricht. Die Wahl hatte folgendes Ergebnis:
| Direktkandidat                        | Partei              | Erststimmen | Zweitstimmen |
| ------------------------------------- | ------------------- | ----------- | ------------ |
| Alois Rainer                          | CSU                 | 61,23 %     | 57,79 %      |
| Johanna Uekermann                     | SPD                 | 17,58 %     | 16,09 %      |
| Florian Roland Gerolf Erich Weinzierl | FDP                 | 02,35 %     | 04,21 %      |
| Gaby Englmeier                        | GRÜNE               | 03,25 %     | 03,91 %      |
| Dietmar Oliver Kuschke                | LINKE               | 02,50 %     | 02,98 %      |
| Walter Wolfgang Weber                 | PIRATEN             | 01,74 %     | 01,47 %      |
| Sascha Alfred Roßmüller               | NPD                 | 01,68 %     | 01,37 %      |
| Michael Klaus Röder                   | ÖDP                 | 02,90 %     | 01,75 %      |
| —                                     | REP                 | 0—          | 00,34 %      |
| —                                     | Bündnis 21/RRP      | 0—          | 00,02 %      |
| —                                     | BP                  | 0—          | 01,26 %      |
| —                                     | Tierschutzpartei    | 0—          | 00,62 %      |
| —                                     | DIE VIOLETTEN       | 0—          | 00,07 %      |
| —                                     | BüSo                | 0—          | 00,01 %      |
| —                                     | MLPD                | 0—          | 00,01 %      |
| Markus Arthur Hesse                   | AfD                 | 03,32 %     | 03,96 %      |
| —                                     | pro Deutschland     | 0—          | 00,05 %      |
| —                                     | DIE FRAUEN          | 0—          | 00,17 %      |
| Markus Achatz                         | FREIE WÄHLER        | 03,46 %     | 03,77 %      |
| —                                     | PARTEI DER VERNUNFT | 0—          | 00,12 %      |

### Bundestagswahl 2009
| Direktkandidat      | Partei        | Erststimmen | Zweitstimmen |
| ------------------- | ------------- | ----------- | ------------ |
| Ernst Hinsken       | CSU           | 55,4 %      | 50,1 %       |
| Michael Adam        | SPD           | 22,4 %      | 14,2 %       |
| Erhard Grundl       | GRÜNE         | 03,9 %      | 05,3 %       |
| Philipp Frankenfeld | FDP           | 07,8 %      | 13,7 %       |
| —                   | REP           | 0—          | 01,1 %       |
| Dietmar Kuschke     | LINKE         | 04,9 %      | 06,5 %       |
| Sascha Roßmüller    | NPD           | 02,3 %      | 01,9 %       |
| —                   | PBC           | 0—          | 00,1 %       |
| —                   | BP            | 0—          | 01,1 %       |
| Florian Fahrner     | ödp           | 02,7 %      | 02,5 %       |
| —                   | PIRATEN       | 0—          | 01,4 %       |
| —                   | BüSo          | 0—          | 00,0 %       |
| —                   | FAMILIE       | 0—          | 00,7 %       |
| —                   | MLPD          | 0—          | 00,0 %       |
| —                   | RRP           | 0—          | 00,5 %       |
| —                   | DIE VIOLETTEN | 0—          | 00,2 %       |

### Bundestagswahl 2005
An der Bundestagswahl 2005 nahmen 127.264 Wähler teil, was einer Wahlbeteiligung von 73,7 % entspricht. Die Wahl hatte folgendes Ergebnis:
| Direktkandidat     | Partei     | Erststimmen | Zweitstimmen |
| ------------------ | ---------- | ----------- | ------------ |
| Ernst Hinsken      | CSU        | 68,0 %      | 59,5 %       |
| Herbert Schreiner  | SPD        | 19,9 %      | 20,6 %       |
| Erhard Grundl      | GRÜNE      | 03,0 %      | 03,3 %       |
| Franz Prockl       | FDP        | 03,4 %      | 07,4 %       |
| —                  | REP        | 0—          | 01,3 %       |
| Bernd Ernst Irmler | LINKE      | 03,0 %      | 03,4 %       |
| Franz Salzberger   | NPD        | 02,7 %      | 02,1 %       |
| —                  | PBC        | 0—          | 00,1 %       |
| —                  | BP         | 0—          | 00,8 %       |
| —                  | DIE FRAUEN | 0—          | 00,3 %       |
| —                  | GRAUE      | 0—          | 00,3 %       |
| —                  | BüSo       | 0—          | 00,0 %       |
| —                  | FAMILIE    | 0—          | 00,8 %       |
| —                  | MLPD       | 0—          | 00,0 %       |

## Wahlergebnisse 1990–2002
| Jahr | Wahlbeteiligung | Wahlkreis     | Wahlkreis | Zweitstimmen | Zweitstimmen | Zweitstimmen | Zweitstimmen | Zweitstimmen |
| Jahr | Wahlbeteiligung | Abgeordneter  | Partei    | CSU          | SPD          | FDP          | GRÜNE        | PDS          |
| 1990 | 68,16 %         | Ernst Hinsken | CSU       | 59,30 %      | 22,65 %      | 5,25 %       | 2,37 %       | 0,11 %       |
| 1994 | 71,4 %0         | Ernst Hinsken | CSU       | 58,4 %       | 26,1 %       | 4,5 %        | 3,0 %        | 0,3 %        |
| 1998 | 74,7 %0         | Ernst Hinsken | CSU       | 55,1 %       | 31,0 %       | 3,6 %        | 2,7 %        | 0,3 %        |
| 2002 | 79,0 %0         | Ernst Hinsken | CSU       | 72,3 %       | 19,0 %       | 2,8 %        | 2,9 %        | 0,3 %        |

## Wahlkreissieger seit 1949
| Wahl | Name                | Partei |
| ---- | ------------------- | ------ |
| 1949 | Johann Wartner      | BP     |
| 1953 | Josef Lermer        | CSU    |
| 1957 | Josef Lermer        | CSU    |
| 1961 | Josef Lermer        | CSU    |
| 1965 | Alois Rainer (sen.) | CSU    |
| 1969 | Alois Rainer (sen.) | CSU    |
| 1972 | Alois Rainer (sen.) | CSU    |
| 1976 | Alois Rainer (sen.) | CSU    |
| 1980 | Alois Rainer (sen.) | CSU    |
| 1983 | Ernst Hinsken       | CSU    |
| 1987 | Ernst Hinsken       | CSU    |
| 1990 | Ernst Hinsken       | CSU    |
| 1994 | Ernst Hinsken       | CSU    |
| 1998 | Ernst Hinsken       | CSU    |
| 2002 | Ernst Hinsken       | CSU    |
| 2005 | Ernst Hinsken       | CSU    |
| 2009 | Ernst Hinsken       | CSU    |
| 2013 | Alois Rainer (jun.) | CSU    |
| 2017 | Alois Rainer (jun.) | CSU    |
| 2021 | Alois Rainer (jun.) | CSU    |

## Wahlkreisgeschichte
| Wahl      | Wahlkreisname | Gebiet |
| --------- | ------------- | --- |
| 1949      | 17 Straubing  | Stadt Straubing, Landkreis Straubing, Landkreis Bogen, Landkreis Dingolfing, Landkreis Mallersdorf                               |
| 1953–1961 | 212 Straubing | Stadt Straubing, Landkreis Straubing, Landkreis Bogen, Landkreis Dingolfing, Landkreis Mallersdorf                               |
| 1965–1972 | 216 Straubing | Stadt Straubing, Landkreis Straubing, Landkreis Bogen, Landkreis Dingolfing, Landkreis Mallersdorf, Landkreis Landau an der Isar |
| 1976–1998 | 217 Straubing | Stadt Straubing, Landkreis Straubing-Bogen, Landkreis Regen                                                                      |
| 2002–2005 | 232 Straubing | Stadt Straubing, Landkreis Straubing-Bogen, Landkreis Regen                                                                      |
| 2009–2021 | 231 Straubing | Stadt Straubing, Landkreis Straubing-Bogen, Landkreis Regen                                                                      |
| 2025–     | 230 Straubing | Stadt Straubing, Landkreis Straubing-Bogen, Landkreis Regen                                                                      |

## Trivia
Alois Rainer (* 1921), Ernst Hinsken und Alois Rainer junior, die drei direkt gewählten Abgeordneten in diesem Wahlkreises seit 1965, wohnten bzw. wohnen in der Gemeinde Haibach (Niederbayern) und arbeiteten dort in den elterlichen Handwerksbetrieben. Die ebenfalls aus Haibach stammende Schwester von Alois Rainer junior ist Gerda Hasselfeldt. Sie zog 1987, damals noch als Kreisrätin des Landkreises Regen, als Listennachfolgerin in den Bundestag ein. Seit Anfang der 1990er Jahre ist sie jedoch nicht mehr politisch in diesem Wahlkreis aktiv, sondern zog von 1990 bis 2013 stets als Direktkandidatin des Bundestagswahlkreises Fürstenfeldbruck in den Bundestag ein.